# Larkhall
Larkhall (gael. Taigh na h-Uiseig) – miasto w środkowej Szkocji, w hrabstwie South Lanarkshire, położone na wschodnim brzegu rzeki Avon Water, około 20 km na południowy wschód od Glasgow. W 2011 roku liczyło 14 951 mieszkańców.
Miasto powstało w 2. połowie XVIII wieku, rozwinęło się jako ośrodek wydobycia węgla i przemysłu włókienniczego.
W mieście znajduje się stacja kolejowa (otwarta w 1905, zamknięta w 1965, ponownie otwarta w 2005). Od wschodu miasto omija autostrada M74.